# Tavaco
Tavaco est une commune française située dans la circonscription départementale de la Corse-du-Sud et le territoire de la collectivité de Corse. Elle appartient à l'ancienne piève de Mezzana.

## Géographie
Orientée plein sud, la commune se subdivise en deux entités distinctes : le centre-bourg, noyau historique, est perché à 450m d'altitude, sur un plateau boisé surplombant la Gravona (dont l'ancienne dénomination était "il fiuminale di Celavo"). Il possède différents  hameaux : Casaccio, Minutella et Vignola ou encore Casanova, Pianu della Croca, Carazzi, Casaccia, Valle di Bona, Valle di la Piatta, Cinele.
Des cours d’eau les traversent, les deux principaux étant A Liscia ou le Valdu.
La population se répartit sur une superficie de 1083 hectares (10,83 km2) dont l’altitude varie de 140 mètres à 1240 mètres. À 1 271 m d’altitude, la Punta Sant’Eliseo surplombe le village (le massif de Sant'Eliseo se situant également sur les communes voisines de Vero, Lopigna et Sari d'Orcinu) ; elle doit son nom à une chapelle de type roman. Le Monte Rossu constitue un autre sommet remarquable.
Un sentier de randonnée entretenu et balisé relie le village de Tavaco à celui de Sari d'Orcino. Une multitude d'autres sentes passe par la Punta de Sant'Eliseo, la plupart correspondent à des chemins pratiqués par les chasseurs. L'accès à la Punta de Sant'Eliseo peut se faire par le col de Tartavello.
La commune de Tavaco est rattachée à la communauté d'agglomération du Pays Ajaccien (CAPA). Dans la vallée, le développement d'un parc d’activités apporte un dynamisme nouveau.

## Urbanisme

### Typologie
Au 1er janvier 2024, Tavaco est catégorisée commune rurale à habitat dispersé, selon la nouvelle grille communale de densité à sept niveaux définie par l'Insee en 2022.
Elle est située hors unité urbaine. Par ailleurs la commune fait partie de l'aire d'attraction d'Ajaccio, dont elle est une commune de la couronne,. Cette aire, qui regroupe 79 communes, est catégorisée dans les aires de 50 000 à moins de 200 000 habitants,.

### Occupation des sols
L'occupation des sols de la commune, telle qu'elle ressort de la base de données européenne d’occupation biophysique des sols Corine Land Cover (CLC), est marquée par l'importance des forêts et milieux semi-naturels (83,8 % en 2018), une proportion sensiblement équivalente à celle de 1990 (85 %). La répartition détaillée en 2018 est la suivante : 
milieux à végétation arbustive et/ou herbacée (48,3 %), forêts (21,4 %), zones agricoles hétérogènes (15,8 %), espaces ouverts, sans ou avec peu de végétation (14,1 %), prairies (0,4 %). L'évolution de l’occupation des sols de la commune et de ses infrastructures peut être observée sur les différentes représentations cartographiques du territoire : la carte de Cassini (XVIIIe siècle), la carte d'état-major (1820-1866) et les cartes ou photos aériennes de l'IGN pour la période actuelle (1950 à aujourd'hui).

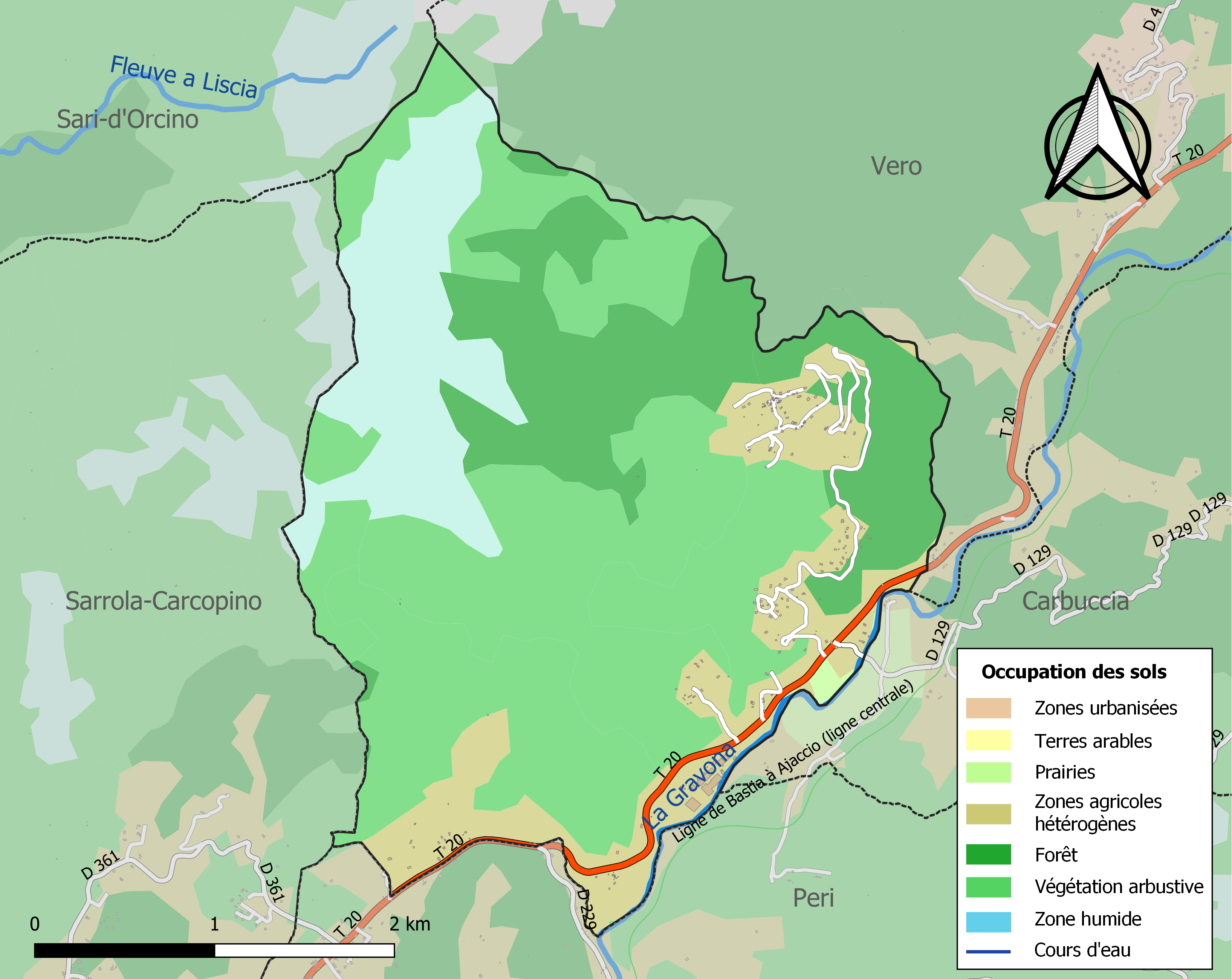
Carte des infrastructures et de l'occupation des sols de la commune en 2018 (CLC).

## Histoire
Sur le plan étymologique, « tav » parait avoir le sens de creux », de cavité ». Il convient également de noter que Tavaco correspond à un patronyme mentionné dans des registres de catholicité (conservés aux Archives Départementales) depuis 1769 au moins (naissance de Maria Francesca Tavaco).
Selon la légende, Tavaco aurait été fondé par le « Conti Blondi », seigneur du Celavo. Le lieu de son trépas délimita les limites de son fief, correspondant donc à la pieve du Celavo -ou Carceri-. Tavaco (ou Tavago, dans les archives génoises) fut, à de nombreuses reprises, victime de pillage et de destructions par les Maures ou les Génois, causant le déplacement des habitants vers les montagnes.
En 1347, Orlando d'Ornano est, selon l'Istoria di Corsica de l'archidiacre Anton Pietro Filippini, le seigneur en titre de Tavaco ainsi que de Cauro. Son fils Giovanni aurait eu ses châteaux détruits avant 1434 par Vincentello d'Istria.
Au XVIIIe siècle, l'agglomération ne se composait que d’une dizaine de constructions rassemblées à faible distance de la paroisse.
La fête communale est fixée au 11 novembre, à la saint Martin.
Le village a été « brûlé à 80 % » en juillet 2009, selon le maire ; l'incendie a ravagé plusieurs maisons comme la faune et la flore, le massif forestier.

## Politique et administration
| Période                                  | Période  | Identité               | Étiquette | Qualité              |
| ---------------------------------------- | -------- | ---------------------- | --------- | -------------------- |
| avant 1904                               | ?        | Archange Biondi        |           |                      |
| 2001                                     | En cours | Jean-Marie Pasqualaggi | REG       | Agriculteur retraité |
| Les données manquantes sont à compléter. |          |                        |           |                      |

## Démographie
L'évolution du nombre d'habitants est connue à travers les recensements de la population effectués dans la commune depuis 1800. Pour les communes de moins de 10 000 habitants, une enquête de recensement portant sur toute la population est réalisée tous les cinq ans, les populations de référence des années intermédiaires étant quant à elles estimées par interpolation ou extrapolation. Pour la commune, le premier recensement exhaustif entrant dans le cadre du nouveau dispositif a été réalisé en 2004.

En 2022, la commune comptait 406 habitants, en évolution de +15,34 % par rapport à 2016 (Corse-du-Sud : +7,61 %, France hors Mayotte : +2,11 %).
| 1800 | 1806 | 1821 | 1831 | 1836 | 1841 | 1846 | 1851 | 1856 |
| ---- | ---- | ---- | ---- | ---- | ---- | ---- | ---- | ---- |
| 120  | 116  | 103  | 338  | 122  | 116  | 131  | 122  | 120  |

| 1861 | 1866 | 1872 | 1876 | 1881 | 1886 | 1891 | 1896 | 1901 |
| ---- | ---- | ---- | ---- | ---- | ---- | ---- | ---- | ---- |
| 112  | 143  | 164  | 173  | 169  | 161  | 172  | 202  | 223  |

| 1906 | 1911 | 1921 | 1926 | 1931 | 1936 | 1946 | 1954 | 1962 |
| ---- | ---- | ---- | ---- | ---- | ---- | ---- | ---- | ---- |
| 238  | 266  | 230  | 224  | 213  | 226  | 105  | 101  | 70   |

| 1968 | 1975 | 1982 | 1990 | 1999 | 2004 | 2006 | 2009 | 2014 |
| ---- | ---- | ---- | ---- | ---- | ---- | ---- | ---- | ---- |
| 43   | 61   | 104  | 171  | 226  | 245  | 256  | 276  | 344  |

| 2019 | 2022 | - | - | - | - | - | - | - |
| ---- | ---- | - | - | - | - | - | - | - |
| 402  | 406  | - | - | - | - | - | - | - |

## Lieux et monuments
L’ancienne chapelle médiévale Saint-Martin, qui portait anciennement le vocable de Notre-Dame des Victoires, possède un autel orné d'une ancre que certains interprètent comme un signe de la victoire des villageois sur les Maures en 1429. Cette interprétation ne peut être certifiée en l'état. Le changement de nom de l'édifice cultuel est intervenu après la Première Guerre mondiale, au cours de laquelle Tavaco a payé un très lourd tribut, puisque quasiment l'ensemble des hommes de la commune a été décimé.
Les vestiges de l'ancienne chapelle Sant’Eliseo, qui daterait du Xe siècle, correspondraient à un ermitage. Le 17 août marque la fête de ce saint.
Sur le site, on trouve également une mine de plomb argentifère.
Proche de la Gravona, le parc animalier "A Cupulatta" est dédié, comme son nom l'indique, aux tortues terrestres, de Corse et du monde entier.

## Personnalités liées à la commune
Gaston Micheletti (1892-1959) : artiste lyrique, ténor de l'Opéra Comique est né le 5 mai 1892. Il est décédé à Ajaccio.
Charles Pérès (1911-1990) : aviateur, il a fait partie de l'équipage du Breguet Bizerte qui coula le U Boot 53 au large du Maroc - premier sous-marin coulé de la seconde guerre mondiale - ; il a été fait chevalier de Légion d'honneur à titre militaire, il totalise 3.200 heures de vol dont 613 en mission militaire. Il repose à Tavaco dans le cimetière familial à 50m de l'église.
Archange Biondi, agriculteur, maire de Tavaco, en fonction en 1903